# Venkatachalam Sampath Kumar
Venkatachalam Sampath Kumar (1966) es un profesor y botánico indio, realizando actividades científicas como curador (conservador) del herbario en el Real Jardín Botánico de Kew.
- La abreviatura «V.S.Kumar» se emplea para indicar a Venkatachalam Sampath Kumar como autoridad en la descripción y clasificación científica de los vegetales.[1]